# 승명호
승명호는 동화기업의 회장이다.

## 경력
- 2015.11 ~ 코리아타임스 회장
- 2015.02 ~ 한국일보 회장
- 2013.10 ~ 동화그룹 회장
- 2011.01 동화홀딩스 회장
- 2006.03 동화홀딩스 대표이사 부회장, 동화케미칼 대표이사 사장
- 2003.1 동화홀딩스 대표이사 사장
- 2000.11 대성목재공업 대표이사 사장
- 1994 한국합판보드협회 이사
- 1993 동화기업 대표이사 사장
- 1991 청담물산 대표
- 1989 동화기업 부사장
- 1987 동화기업 전무이사
- 1984 동화기업 이사